# Prohierodula picta
Prohierodula picta es una especie de mantis de la familia Mantidae.

## Distribución geográfica
Se encuentra en Gabón y Camerún.